# محوطه چمخاق کندی
محوطه چمخاق کندی مربوط به دوران‌های تاریخی پس از اسلام است و در شهرستان زنجان، روستای حاجی سیران واقع شده و این اثر در تاریخ ۵ آذر ۱۳۸۰ با شمارهٔ ثبت ۴۲۴۹ به‌عنوان یکی از آثار ملی ایران به ثبت رسیده است.